# Vila Chã (Vale de Cambra)
Vila Chã ist eine Gemeinde (Freguesia) im portugiesischen Kreis Vale de Cambra. In ihr leben 3914 Einwohner (Stand 30. Juni 2011).